# أكوا مان والمملكة المفقودة
أكوا مان والمملكة المفقودة (بالإنجليزية: Aquaman and the Lost Kingdom) هو فيلم بطل خارق أمريكي لعام 2023 من إنتاج شركة دي سي فيلمز وإخراج جيمس وان وبطولة جايسون موموا،آمبر هيرد،باتريك ويلسون،دولف لندجرين ويحيى عبد المتين الثاني.

## روابط خارجية
- الموقع الرسمي
- أكوا مان والمملكة المفقودة على موقع IMDb (الإنجليزية)
- أكوا مان والمملكة المفقودة على موقع ميتاكريتيك (الإنجليزية)
- أكوا مان والمملكة المفقودة على موقع روتن توميتوز (الإنجليزية)
- أكوا مان والمملكة المفقودة على موقع قاعدة بيانات الأفلام العربية
- أكوا مان والمملكة المفقودة على موقع ألو سيني (الفرنسية)
- أكوا مان والمملكة المفقودة على موقع أول موفي (الإنجليزية)
- أكوا مان والمملكة المفقودة على موقع بوكس أوفيس موجو (الإنجليزية)
- أكوا مان والمملكة المفقودة على موقع فيلمافينيتي (الإسبانية)
- أكوا مان والمملكة المفقودة على موقع قاعدة بيانات الأفلام السويدية (السويدية)
- أكوا مان والمملكة المفقودة على موقع قاعدة بيانات الفيلم (الإنجليزية)

لا توجد روابط لمواقع التواصل الاجتماعي.